# パグル

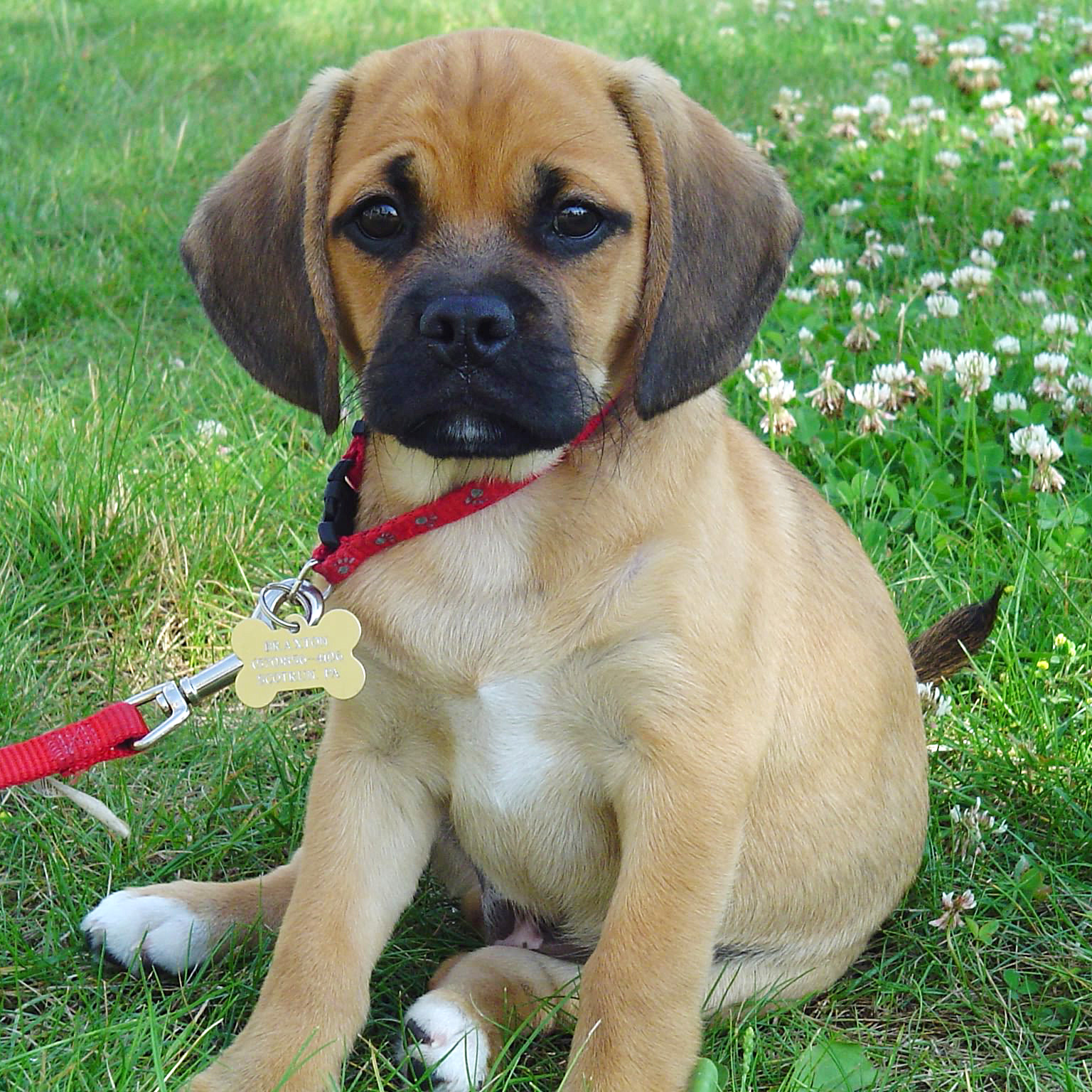

パグル（英：Puggle）はパグとビーグルをかけあわせた交雑種のイヌである。複数の愛玩用の純血犬種を掛けあわせた、いわゆるデザイナー・ドッグの一種である。
キャラクターの似た姿の異なる犬を組み合わせ、より愛嬌のある愛玩犬を目指して作出された。作出後数年は人気があったが、作出の意味が無く、組み合わせが悪いことからデザイナー・ドッグを批判する団体や愛護団体などから作出の禁止を訴えられている。実際にパグは遺伝的にかかりやすい病気が多く、中には交配が重ねられた系統のものでさえ、パグとビーグルの悪い特性を併せ持ち、悪い影響を与えているという点も発見されているためである。その問題点のひとつは心臓病にかかりやすく、悪化しやすい事である。心臓疾患はビーグルが大きな因子を持っているが、それに加えて同種の食に対する異常な執着心も受け継いでおり、且つパグの太りやすい性質を受け継いでいるため症状の重篤化につながっていると指摘されている。尚、食欲が強く太りやすいという点は脊髄の疾患や内分泌系疾患を悪化させる要因にもなっていると指摘する専門家もいる。
これを受けて近年、パグルを健康的に改良するため、スムースコートのジャック・ラッセル・テリアの血が導入された。筋肉質で活発、運動好きな性質を取り入れることで肥満などの問題点の改善を図っている。ジャック・ラッセルの血は導入されたばかりで、まだ犬種の再固定には至っていない。
この第三の犬種の導入は、専門家や愛好家の間でさまざまな賛否両論を呼んだ。犬種を健全なものに近づけるためにはやむをえない措置だとして容認するという肯定意見や、「パグル」という犬種名は合わなくなってしまい、もともとのそれとは違うものになってしまいよくないとする否定意見、単に「愛玩用の交雑種」という肩書きを排除したいだけの交配であるとする批判などが起こっている。
現在も賛否両論の犬種であり、ブリードは活発には行われていない。基本的にアメリカ合衆国でのみ飼育される犬である。各国のケネルクラブには交雑種と見なされ認定されていないが、アメリカの交雑犬を登録する団体であるアメリカン・ケイナイン・ハイブリッド・クラブにはかけあわせの一例として登録されている。

## 特徴
大まかな容姿はビーグルとパグの中間で、若干ジャックラッセル味があるか無いかといったところである。ビーグル味が若干強い。マズルは通常短めで、時々潰れているものもいる。顔にはパグのようにしわがある。引き締まった体を持つが、パグのように胴は太めである。耳は垂れ耳、尾は垂れ尾或いは巻き尾。コートは硬めのスムースコートで、毛色はフォーンやイエロー、ブラック、トライカラー、ハウンドカラーなど。胸などには白いパッチが入ることもあり、通常マズルと耳は必ず黒いブラックマスクというマーキングが入る。小型犬サイズで、性格は愛想がよく食いしん坊で活発、やや頑固である。しつけの飲み込みと状況判断力は他犬種の平均と比べ劣るが、家族以外の人や動物に対しても友好的である。運動量は普通で、かかりやすい病気は先に述べた心臓病、内分泌系疾患の他、皮膚炎、アレルギー、緑内障、口蓋裂、てんかん、鼻癌などがある。太りやすい体質は全快まで至っていないため、肥満には注意が必要である。尚、ビーグルとジャック・ラッセルは吠え声が大きいことで知られているが、パグルはパグの血によりあまり吠え声が大きくなく、響かないようになっている。ただし、個体によってはいびきをかくものがいるのでこれも注意が必要である。